# Juan Gregorio Pujol
Pour les articles homonymes, voir Pujol.
Juan Gregorio Pujol (Saladas, province de Corrientes, 27 novembre 1817 – Buenos Aires, 16 août 1861) était un avocat et homme politique argentin, qui fut gouverneur de la province de Corrientes de 1852 à 1859 et ministre de l'Intérieur sous la présidence de Santiago Derqui.

## Biographie
Il fait des études de droit à l'Université nationale de Córdoba, où il obtient son doctorat en 1838. En 1843, il retourne à Corrientes, où il est ministre de la Guerre du général Joaquín Madariaga, puis ministre des Relations extérieures du gouverneur Benjamín Virasoro. À la fin du mandat de ce dernier, Juan Gregorio Pujol est élu gouverneur et entre en fonctions le 25 août 1852.